# Giovanni Pacini

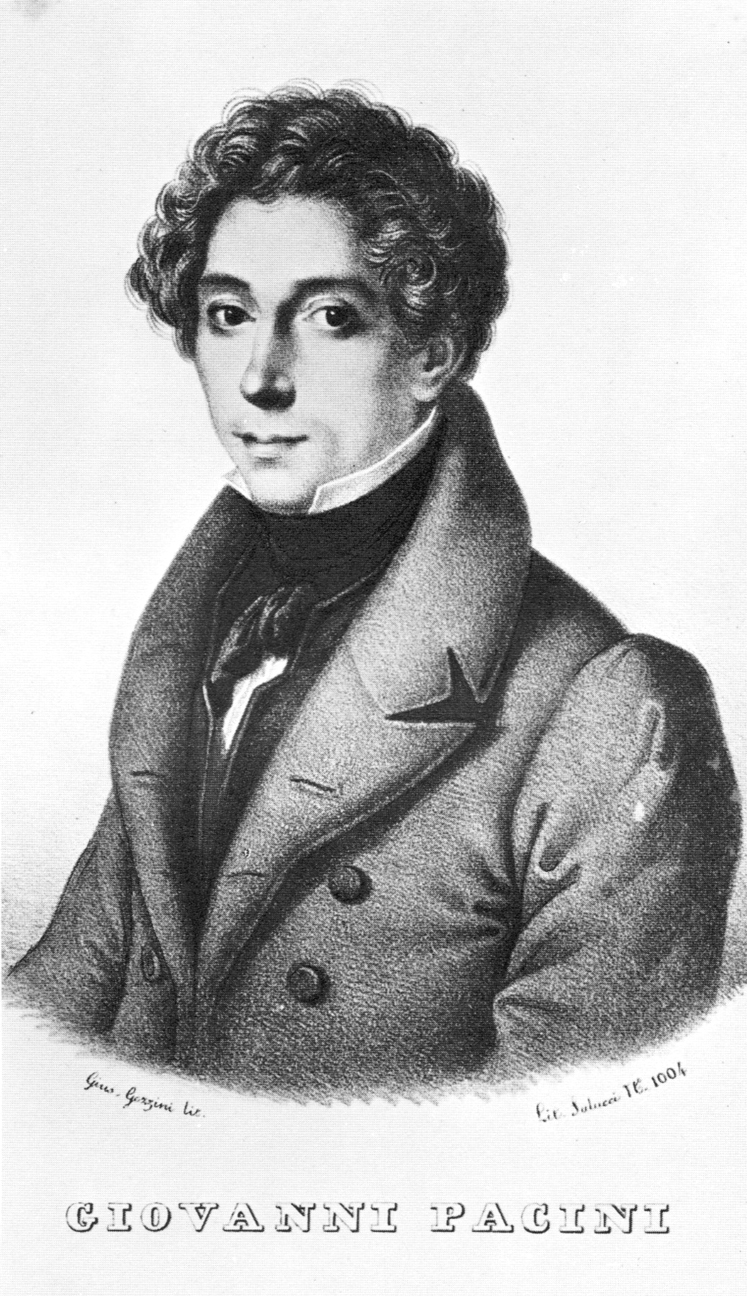
Giovanni Pacini

Giovanni Pacini (Catania (Sicilië), 17 februari 1796 - Pescia (Toscane), 6 december 1867) was een Italiaans componist.

## Levensloop
Pacini kwam uit een muzikale familie. Hij componeerde zijn eerste opera Don Pomponio reeds in 1813, toen hij net 17 jaar oud was; deze opera is evenwel nooit voltooid.
De komende tien jaar componeerde hij ruim 20 opera's, doch deze hadden geen van alle het beoogde succes doordat ze werden vergeleken met die van Gioacchino Rossini, wiens werken en muzikale persoonlijkheid de zijne overschaduwden.
Nadat Rossini rond 1824 het Italiaanse toneel had verlaten en zich in Parijs gevestigd had, ging het - hoewel hij zich met componeren ten volle inzett - met de populariteit van zijn werken niet veel beter. Ditmaal moest hij wedijveren met Vincenzo Bellini en Gaetano Donizetti. Moegestreden trok hij zich rond 1835 terug.
Hij ging naar Viareggio, waar hij een muziekschool en een klein orkest oprichtte, waaraan hij zelf leiding gaf en dat hij zelf dirigeerde. In 1837 werd hij benoemd tot hoofd van de hertogelijke kapel bij Lucca en wijdde hij zich hoofdzakelijk aan geestelijke muziek.
In 1840 kreeg hij het verzoek van het Teatro San Carlo in Napels een nieuwe opera te componeren op een libretto van Salvatore Cammarano. Dit werk, Saffo (Napels, 29 november 1840, Teatro San Carlo), werd een doorslaand succes en wereldwijd opgevoerd, tot zelfs in New York, en wordt omschreven als Pacini's grootste meesterwerk.
Pacini heeft rond de zeventig opera's geschreven. De meeste daarvan zijn in de vergetelheid geraakt. Enkele daarvan zijn evenwel onlangs opnieuw uitgevoerd en op cd uitgebracht, zoals Carlo di Borgogna, Saffo en Maria, regina d'Inghilterra.

## Composities

### Muziektheater

#### Opera's
| Voltooid in       | titel | aktes                  | première                                                                 | libretto                                                |
| ----------------- | --- | ---------------------- | ------------------------------------------------------------------------ | ------------------------------------------------------- |
| 1813 (onvoltooid) | Don Pomponio |                        |                                                                          |                                                         |
| 1813              | Annetta e Lucindo                                                                                               | 1 akte                 | 17 oktober 1813, Milaan, Teatro S. Radegonda                             | Francesco Marconi                                       |
| 1814              | La ballerina raggiratrice                                                                                       |                        | Florence, Teatro alla Pergola                                            |                                                         |
| 1814              | L'ambizione delusa                                                                                              | 2 aktes                | lente 1814, Florence, Teatro alla Pergola                                | Giuseppe Palomba                                        |
| 1814              | L'escavazione del tesoro                                                                                        | 1 akte                 | 18 december 1814, Pisa                                                   | Francesco Marconi                                       |
| 1814-1815         | Gli sponsali de' silfi                                                                                          | 2 aktes                | 1814-1815, Milaan, Teatro de' Filodrammatici                             | Francesco Marconi                                       |
| 1815              | Bettina vedova (Il seguito di Ser Mercantonio)                                                                  | 2 aktes                | juni 1815, Venetië, Teatro San Moisè                                     | Angelo Anelli                                           |
| 1815              | La Rosina | 1 akte                 | zomer 1815, Florence, Teatro alla Pergola                                | Giuseppe Palomba                                        |
| 1815              | La Chiarina |                        | 1815, Venetië, Teatro San Moisè                                          |                                                         |
| 1816              | L'ingenua | 1 akte                 | 4 mei 1816, Venetië, Teatro S. Benedetto                                 | Francesco Marconi                                       |
| 1817              | Il matrimonio per procura                                                                                       | 1 akte                 | 2 januari 1817, Milaan, Teatro Rè                                        | Giordano Scannamusa en Angelo Anelli                    |
| 1816-1817         | Dalla beffa il disinganno, (of: La poetessa (rev.) «Il carnevale di Milano»)                                    | 1 akte                 | 1816-1817, Milaan, Teatro Rè (rev.: 23 februari 1817, Milaan, Teatro Rè) | Gasparo Scopabirbe en Angelo Anelli                     |
| 1817              | Piglia il mondo come viene                                                                                      | 2 aktes                | 28 mei 1817, Milaan, Teatro Rè                                           | Angelo Anelli                                           |
| 1817              | I virtuosi di teatro                                                                                            |                        | 1817, Milaan, Teatro Rè                                                  |                                                         |
| 1817              | La bottega di caffè                                                                                             |                        | 1817, Milaan, Teatro Rè                                                  |                                                         |
| 1817              | Adelaide e Comingio (ook als: Isabella e Florange, Il comingio, Comingio pittore)                               | 2 aktes                | 30 december 1817, Milaan, Teatro Rè                                      | Gaetano Rossi                                           |
| 1818              | Atala | 3 aktes                | juni 1818, Padua, Teatro Nuovo                                           | Antonio Peracchi naar Chateaubriand                     |
| 1818 (onvoltooid) | Gl'illinesi |                        |                                                                          | Felice Romani                                           |
| 1818              | Il barone di Dolsheim (ook als: Federico II re di Prussia, Il barone di Felcheim, La colpa emendata dal valore) | 2 aktes                | 23 september 1818, Milaan, Teatro alla Scala                             | Felice Romani naar Pigault Le Brun                      |
| 1819              | La sposa fedele                                                                                                 | 2 aktes                | 14 januari 1819, Venetië, Teatro San Benedetto                           | Gaetano Rossi                                           |
| 1819              | Il falegname di Livonia                                                                                         | 2 aktes                | 12 april 1819, Milaan, Teatro alla Scala                                 | Felice Romani                                           |
| 1820              | Vallace, o L'eroe scozzese (ook als: Odoardo I re d'Inghilterra)                                                | 2 aktes                | 14 februari 1820, Milaan, Teatro alla Scala                              | Felice Romani                                           |
| 1820              | La sacerdotessa d'Irminsul                                                                                      | 2 aktes                | 11 mei 1820, Triëst, Teatro Grande                                       | Felice Romani                                           |
| 1820              | La schiava in Bagdad, (of: Il papucciajo)                                                                       | 2 aktes                | 28 oktober 1820, Turijn, Teatro Carignano                                | Vincenzo Pezzi                                          |
| 1820              | La gioventù di Enrico V (ook als: La bella tavernara, of: Le avventure d'una notte)                             | 2 aktes                | 26 december 1820, Rome, Teatro Valle                                     | Filippo Tarducci                                        |
| 1821              | Cesare in Egitto                                                                                                | 2 aktes                | 26 december 1821, Rome, Teatro Argentina                                 | Jacopo Ferretti                                         |
| 1823              | La vestale | 2 aktes                | 6 februari 1823, Milaan, Teatro alla Scala                               | Luigi Romanelli                                         |
| 1823              | Temistocle | 2 aktes                | 23 augustus 1823, Lucca, Teatro Giglio                                   | P. Anguillesi naar Pietro Metastasio                    |
| 1824              | Isabella ed Enrico                                                                                              | 2 aktes                | 12 juni 1824, Milaan, Teatro alla Scala                                  | Luigi Romanelli                                         |
| 1824              | Alessandro nelle Indie                                                                                          | 2 aktes                | 29 september 1824, Napels, Teatro San Carlo                              | Giovanni Schmidt naar Pietro Metastasio                 |
| 1825              | Amazilia | 1 akte                 | 6 juli 1825, Napels, Teatro San Carlo                                    | Giovanni Schmidt                                        |
| 1825              | L'ultimo giorno di Pompei                                                                                       | 2 aktes                | 19 november 1825, Napels, Teatro San Carlo                               | Andrea Leone Tottola                                    |
| 1826              | La gelosia corretta                                                                                             | 3 aktes                | 27 maart 1826, Milaan, Teatro alla Scala                                 | Luigi Romanelli                                         |
| 1826              | Niobe | 2 aktes                | 19 november 1826, Napels, Teatro San Carlo                               | Andrea Leone Tottola                                    |
| 1827              | Gli arabi nelle Gallie, (of: Il trionfo della fede; rev. 1855 als: L'ultimo dei clodovei)                       | 2 aktes                | 8 maart 1827, Milaan, Teatro alla Scala                                  | Luigi Romanelli                                         |
| 1827              | Margherita regina d'Inghilterra (ook als: Margherita d'Anjou)                                                   | 2 aktes                | 19 november 1827, Napels, Teatro San Carlo                               | Andrea Leone Tottola                                    |
| 1828              | I cavalieri di Valenza                                                                                          | 2 aktes                | 11 juni 1828, Milaan, Teatro alla Scala                                  | Gaetano Rossi                                           |
| 1828              | I crociati a Tolemaide, (of: Malek-Adel; La morte di Malek-Adel)                                                | 2 aktes                | 13 november 1828, Triëst, Teatro Grande                                  | Calisto Bassi                                           |
| 1829              | Il talismano (of: La terza crociata in Palestina)                                                               | 3 aktes                | 10 juni 1829, Milaan, Teatro alla Scala                                  | Gaetano Barbieri naar Walter Scott                      |
| 1829              | I fidanzati, (of: Il contestabile di Chester)                                                                   | 3 aktes                | 19 november 1829, Napels, Teatro San Carlo                               | Domenico Gilardoni naar Walter Scott                    |
| 1830              | Giovanna d'Arco                                                                                                 | Introductie en 4 aktes | 14 maart 1830, Milaan, Teatro alla Scala                                 | Gaetano Barbieri naar Friedrich von Schiller            |
| 1830-1831         | Il corsaro | 2 aktes                | 15 januari 1831, Rome, Teatro Apollo                                     | Jacopo Ferretti naar Lord Byron                         |
| 1831              | Il rinnegato portoghese (ook als: Gusmano d'Almeida)                                                            |                        | 1831, (niet uitgevoerd)                                                  | Luigi Romanelli                                         |
| 1832              | Ivanhoe | 2 aktes                | 19 maart 1832, Venetië, Teatro La Fenice                                 | Gaetano Rossi naar Walter Scott                         |
| 1832              | Don Giovanni Tenorio, (of: Il convitato di pietra)                                                              | 2 aktes                | 1832, Viareggio, Casa Belluomini                                         | Giovanni Bertati                                        |
| 1833              | Gli elvezi, (of: Corrado di Tochemburgo)                                                                        | 2 aktes                | 12 januari 1833, Napels, Teatro San Carlo                                | Gaetano Rossi                                           |
| 1833              | Fernando duca di Valenza                                                                                        | 1 akte                 | 30 mei 1833, Napels, Teatro San Carlo                                    | Paolo Pola                                              |
| 1833              | Irene, (of: L'assedio di Messina)                                                                               | 3 aktes                | 30 november 1833, Napels, Teatro San Carlo                               | Gaetano Rossi                                           |
| 1835              | Carlo di Borgogna                                                                                               | 3 aktes                | 21 februari 1835, Venetië, Teatro La Fenice                              | Gaetano Rossi                                           |
| 1839              | Furio Camillo                                                                                                   | 3 aktes                | 26 december 1839, Rome, Teatro Apollo                                    | Jacopo Ferretti                                         |
| 1840              | Saffo | 3 aktes                | 29 november 1840, Napels, Teatro San Carlo                               | Salvatore Cammarano                                     |
| 1841              | L'uomo del mistero                                                                                              | 2 aktes                | 9 november 1841, Napels, Teatro Nuovo                                    | Domenico Andreotti naar Walter Scott                    |
| 1842              | Il duca d'Alba (ook als: Adolfo di Werbel)                                                                      | 2 aktes                | 26 februari 1842, Venetië, Teatro La Fenice                              | Giovanni Peruzzini en Francesco Maria Piave             |
| 1842              | La fidanzata corsa                                                                                              | 3 aktes                | 10 december 1842, Napels, Teatro San Carlo                               | Salvatore Cammarano naar Prosper Mérimée                |
| 1843              | Maria, regina d'Inghilterra                                                                                     | 3 aktes                | 11 februari 1843, Palermo, Teatro Carolino                               | Leopoldo Tarantini naar Victor Hugo                     |
| 1843              | Medea di Corinto                                                                                                | 3 aktes                | 28 november 1843, Palermo, Teatro Carolino                               | Benedetto Castiglia                                     |
| 1843              | Luisella, (of: La cantatrice del molo di Napoli)                                                                | 2 aktes                | 13 december 1843, Napels, Teatro Nuovo                                   | Leopoldo Tarantini                                      |
| 1844              | L'ebrea | 3 aktes                | 27 februari 1844, Milaan, Teatro alla Scala                              | Giacomo Sacchero                                        |
| 1845              | Lorenzino de' Medici (rev. als: Rolandino di Torresmondo)                                                       | 2 aktes                | 4 maart 1845, Venetië, Teatro La Fenice                                  | Francesco Maria Piave naar Alexandre Dumas vader        |
| 1845              | Bondelmonte | 3 aktes                | 18 juni 1845, Florence, Teatro alla Pergola                              | Salvatore Cammarano naar Voltaire                       |
| 1845              | Stella di Napoli                                                                                                | 3 aktes                | 11 december 1845, Napels, Teatro San Carlo                               | Salvatore Cammarano                                     |
| 1846              | La regina di Cipro                                                                                              | 4 aktes                | 7 februari 1846, Turijn, Teatro Regio                                    | Francesco Guidi                                         |
| 1847              | Merope | 3 aktes                | 25 november 1847, Napels, Teatro San Carlo                               | Salvatore Cammarano naar Vittorio Alfieri               |
| 1848              | Ester d'Engaddi                                                                                                 | 3 aktes                | 1 februari 1848, Turijn, Teatro Regio                                    | Francesco Guidi naar S. Pellico                         |
| 1848              | Allan Cameron                                                                                                   | 4 aktes                | 18 maart 1848, Venetië, Teatro La Fenice                                 | Francesco Maria Piave                                   |
| 1848              | L'orfana svizzera                                                                                               |                        | 1848, Napels, Teatro del Fondo                                           |                                                         |
| 1851              | Zaffira, (of: La riconciliazione)                                                                               | 3 aktes                | 15 november 1851, Napels, Teatro Nuovo                                   | Achille de Lauzières                                    |
| 1851              | Malvina di Scozia                                                                                               | 3 aktes                | 27 december 1851, Napels, Teatro San Carlo                               | Salvatore Cammarano naar Ines de Castro van De La Motte |
| 1852              | L'assedio di Leida (Elnava)                                                                                     |                        | 1852, (onvoltooid)                                                       |                                                         |
| 1852              | Rodrigo di Valenza                                                                                              |                        | (niet uitgevoerd)                                                        |                                                         |
| 1853              | Il Cid | 3 aktes                | 12 maart 1853, Milaan, Teatro alla Scala                                 | Achille de Lauzières                                    |
| 1853              | Lidia di Brabante (ook als: La punizione (1854) en Lidia di Bruxelles (1858)                                    | 3 aktes                | 1853, Palermo, Teatro Carolino                                           | Cesare Perini naar M. D'Azeglio "Niccolò de' Lapi"      |
| 1853              | Romilda di Provenza                                                                                             | 3 aktes                | 8 december 1853, Napels, Teatro San Carlo                                | Gaetano Micci                                           |
| 1854              | La donna delle isole 1873                                                                                       | 3 aktes                | (niet uitgevoerd)                                                        | Francesco Maria Piave                                   |
| 1854              | La punizione |                        | 8 maart 1854, Venetië, Teatro La Fenice                                  |                                                         |
| 1856              | Margherita Pusterla                                                                                             | 4 aktes                | 25 februari 1856, Napels, Teatro San Carlo                               | Domenico Bolognese naar C. Cantù                        |
| 1856              | I portoghesi nel Brasile                                                                                        |                        | 1856, Rio de Janeiro, Teatro Italiano                                    |                                                         |
| 1858              | Il saltimbanco                                                                                                  | 3 aktes                | 24 mei 1858, Rome, Teatro Argentina                                      | Giuseppe Checchetelli                                   |
| 1858              | Lidia di Bruxelles                                                                                              | 3 aktes                | 21 oktober 1858, Bologna, Teatro Comunale                                | Cesare Perini naar M. D'Azeglio "Niccolò de' Lapi"      |
| 1860              | Gianni di Nisida                                                                                                | 4 aktes                | 29 oktober 1860, Rome, Teatro Argentina                                  | Giuseppe Checchetelli                                   |
| 1861              | Il mulattiere di Toledo                                                                                         | 5 aktes                | 25 mei 1861, Rome, Teatro Apollo                                         | Cencetti                                                |
| 1861              | Belfagor | Prolog en 4 aktes      | 1 december 1861, Florence, Teatro alla Pergola                           | Antonio Lanari                                          |
| 1863              | Carmelita | 3 aktes                | (niet uitgedvoerd)                                                       |                                                         |
| 1867              | Don Diego di Mendoza                                                                                            | 3 aktes                | 12 januari 1867, Venetië, Teatro La Fenice                               | Francesco Maria Piave naar Alexandre Dumas vader        |
| 1867              | Berta di Varnol                                                                                                 | 3 aktes                | 6 april 1867, Napels, Teatro San Carlo                                   | Francesco Maria Piave                                   |
| 1873              | Niccolò de' Lapi                                                                                                | 3 aktes                | 29 oktober 1873, Florence, Teatro Pagliano                               | Cesare Perini naar M. D'Azeglio, "Niccolò de' Lapi"     |